# Abū l-Faraj al-Iṣfahānī
Abū l-Faraj al-Iṣfahānī (in arabo أبو الفرج الأصفهاني‎?; Esfahan, 897 – Baghdad, 967) è stato un poeta e letterato arabo.

## Biografia
Nato nell'897 nella città persiana di Isfahan (da cui gli provenne la nisba),  Abū l-Faraj al-Iṣfahānī studiò a Baghdad, dove svolse gran parte della sua attività, sotto la protezione dei Buwayhidi. 
Diretto discendente dell'ultimo califfo omayyade, Marwan II, si pensa abbia mantenuto contatti con gli Omayyadi di al-Andalus grazie all'efficiente servizio di posta (barīd) che gli consentì d'inviare loro le sue opere.
 
Trascorse alcuni anni ad Aleppo, alla corte dell'Hamdanide Sayf al-Dawla, al quale dedicò il Libro dei Canti (Kitāb al-Aghānī).

Al-Iṣfahānī era un uomo molto colto, con una vasta memoria e un'ampia sfera di interessi, compresa la medicina. 
Il Kitāb al-Aghānī è un'opera di circa 20 volumi, in cui l'autore raccolse il lavoro di collazione fatto tra gli altri da Ibrāhīm al-Mawșilī, cento canzoni famose, basandosi su fonti scritte, dal VI fino al IX secolo, e su fonti orali, spesso perdute, che (seppur interpolate in età abbaside) ci hanno permesso di conoscere scrittori musulmani antichi, destinati altrimenti a rimanere ignoti. L'autore preparò soltanto una copia e impiegò ben mezzo secolo per completarla.
L'opera è un insieme di poemi, affiancati dai loro arrangiamenti musicali, biografie di poeti, esecutori musicali e aneddoti su vari argomenti - anche storici - che costituiscono base per corpose e sottili digressioni da parte di al-Iṣfahānī sulle origini e la vita delle varie tribù degli autori. 
L'obiettivo (conseguito mirabilmente, tanto da essere ancora oggi fonte indispensabile d'informazione per gli studiosi) era quello di ottenere un affresco storico dell'epoca narrata (si parla dei primi tre secoli dell'Islam), tratteggiandone la vita sociale, politica e culturale.
Oltre al Libro dei canti, scrisse poesie e un'antologia di versi sui monasteri (dayr) della Mesopotamia e dell'Egitto ma, più famosi restano i Maqātil al-Ṭālibiyyīn (in arabo مقاتل الطالبيين), consacrati alla descrizione della morte violenta di ogni talibita discendente di ʿAlī b. Abī Ṭālib, e l'Adab al-ghurabāʾ (in arabo أدب الغرباء), dedicato alla poesia riguardante cose o esseri strani.